# ОШ „Прота Матеја Ненадовић” ИО Котешица
ОШ „Прота Матеја Ненадовић” ИО Котешица је издвојено одељење школе у Бранковини, удаљено 20 км од матичне школе.
Школа у Котешици почела је да ради почетком 20. века. Школска зграда направљена је 1904. године у засеоку Туфегџићи. Касније због оронулости граде, 70-их година школа је смештена у зграду Задружног дома. Данашња, монтажна зграда, подигнута је 1980. године на новом месту, поред пута Ваљево – Гола Глава. Школа почиње са радом 1981. године.